# Claude Ragon
Pour les articles homonymes, voir Ragon.
Claude Ragon, né en 1942 à Madrid, est un écrivain français, auteur de roman policier.

## Biographie
Claude Ragon travaille comme ingénieur spécialisé dans la transformation du bois de 1965 à 2002. 
En 2007, il publie son premier roman, L'assassin n'aimait pas les livres. Après y avoir participé cinq fois, il est lauréat en 2011 du prix du Quai des Orfèvres avec son roman Du bois pour les cercueils.

## Œuvre

### Romans
- L'assassin n'aimait pas les livres, Éditions Atelier de Presse (2007)
- Du bois pour les cercueils, Éditions Fayard (2011)  (ISBN 978-2-213-65470-6)
- En mémoire de Chimène, Take your chance (2016)  (ISBN 978-2-37351-055-3)

## Prix et distinctions

### Prix
- Prix du Quai des Orfèvres 2011 pour Du bois pour les cercueils[3],[4],[5],[6],[1]